# Xã Cedar, Quận Carroll, Arkansas
Xã Cedar (tiếng Anh: Cedar Township) là một xã thuộc quận Carroll, tiểu bang Arkansas, Hoa Kỳ. Năm 2010, dân số của xã này là 3.575 người.